# Schild (Geologie)

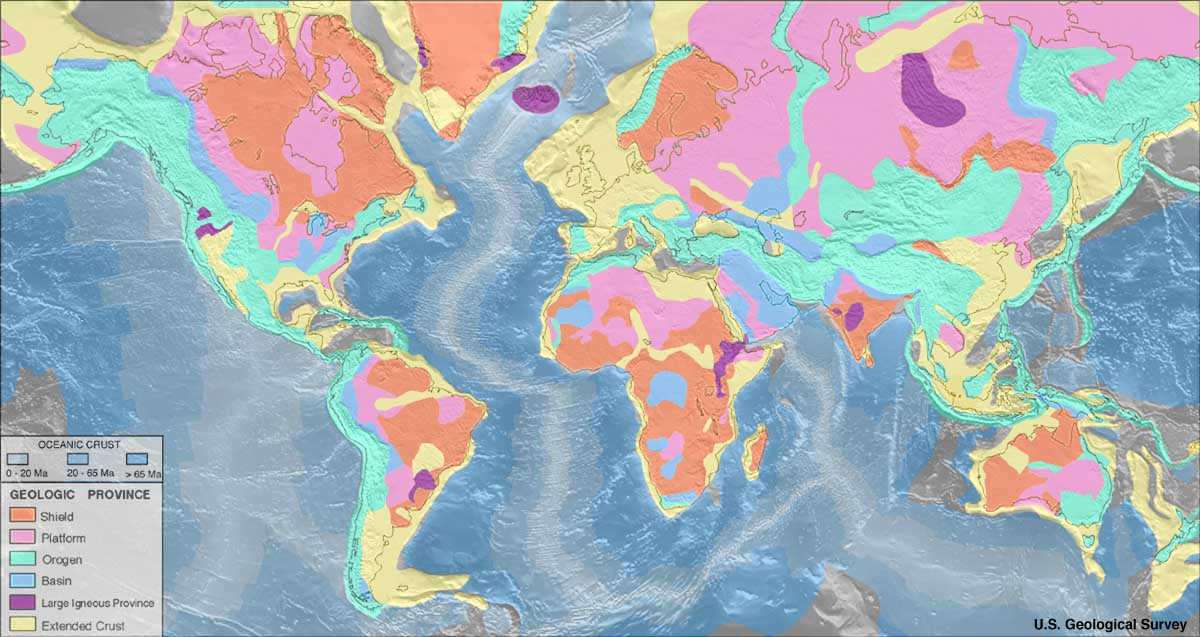
Die geologischen Großregionen der Erdkruste. Alte Schilde in oranger Farbe dargestellt, Tafelländer altrosa.

Ein Schild im geologischen Sinn ist ein größeres, in geologischen Zeiträumen langzeitig tektonisch stabiles Gebiet, in dem die Oberflächengeologie von teils intensiv tektonisch deformierten, kristallinen, präkambrischen Gesteinen dominiert wird. Sämtliche größeren Volumina (zwangsläufig jüngerer) Sedimentgesteine wurden in einer solchen Region entweder bis heute wieder abgetragen oder es kam aufgrund einer permanenten topographischen Hochlage nie zu bedeutender Sedimentation. 

## Schild und Tafel
In den Schilden tritt weitgehend das Grundgebirge zutage, da dort die kontinentale Kruste eine niedrige Dichte und hohe Dicke hat und sich deshalb ständig isostatisch in Hebung befindet. Die heute an der Erdoberfläche sichtbaren Gesteine stammen aus größerer Tiefe. Im Regelfall haben sie daher eine Metamorphose hinter sich, wodurch sie oft härter und widerstandsfähiger wurden. Wenn Sedimente vorhanden sind, liegen sie dem Grundgebirge in aller Regel diskordant auf, da Erstgenanntes vor Ablagerung der Tafelsedimente eine Gebirgsbildung und dadurch eine Phase der Abtragung durchlaufen hatte. Entsprechend besteht zwischen den jüngsten Gesteinen des Schildes und den ältesten (am weitesten unten liegenden) Gesteinen der Sedimentdecke eine zeitliche Lücke.
Im Gegensatz dazu sind Tafeln (Plattform) Kratone mit jüngerer Bedeckung, so dass das Grundgebirge nicht an der Oberfläche sichtbar ist. Im Bereich der Tafeln sind die Schilde mit unverformten Sedimenten bedeckt (Deckgebirge).
Da die Kruste des Grundgebirges der Tafeln eine geringere Dicke bzw. eine höhere Dichte besitzt als die der Schilde, besitzt es weniger Auftrieb und konnte daher im Verlauf der vergangenen 500 Millionen Jahre mehrfach von einem Epikontinentalmeer bedeckt werden, was letztlich ursächlich für die Ablagerung der Tafelsedimente war.
Der Begriff wurde 1888 vom Wiener Geologen Eduard Suess geprägt, der damit einen präkambrische Festlandskern definierte, der durch gebirgsbildende (orogenetische) und Metamorphose-Vorgänge zusammengeschweißt wurde.  

## Vorkommen
Bekannt ist u. a. der  Kanadische Schild, der ein Drittel Nordamerikas rund um die Hudsonbay ausmacht (siehe Bild). Er besteht aus kristallinen und eruptiven Gesteinen des Archaikums und Proterozoikums. Auch Afrika besitzt eine Reihe großer Schilde; einige befinden sich bis heute in beachtlicher Höhenlage.
In Europa befindet sich der Baltische Schild, der den größten Teil Skandinaviens über Finnland bis zur Halbinsel Kola umfasst. Der durch präkambrische Faltungen und Metamorphosen fest verschweißte Kern des Baltischen Schildes hebt sich seit dem Ende der Eiszeit mehrere Zentimeter im Jahr (Postglaziale Landhebung), was an den Veränderungen der Ostsee-Küsten deutlich sichtbar ist. 
Weitere Schilde sind ein Teil der Ostantarktis, der Ukrainische Schild, der Teile der zentralen Ukraine umfasst, der Sibirische Schild (auch Angara-Plattform) in Nordostasien, der Yangtse-Kraton in China oder in Australien der West- und Nordaustralische Schild (alle im Bild orange). Die Russische Tafel unter einem Teil der Osteuropäischen Ebene ist kein Schild, sondern eine Tafel.